# Najadensitz

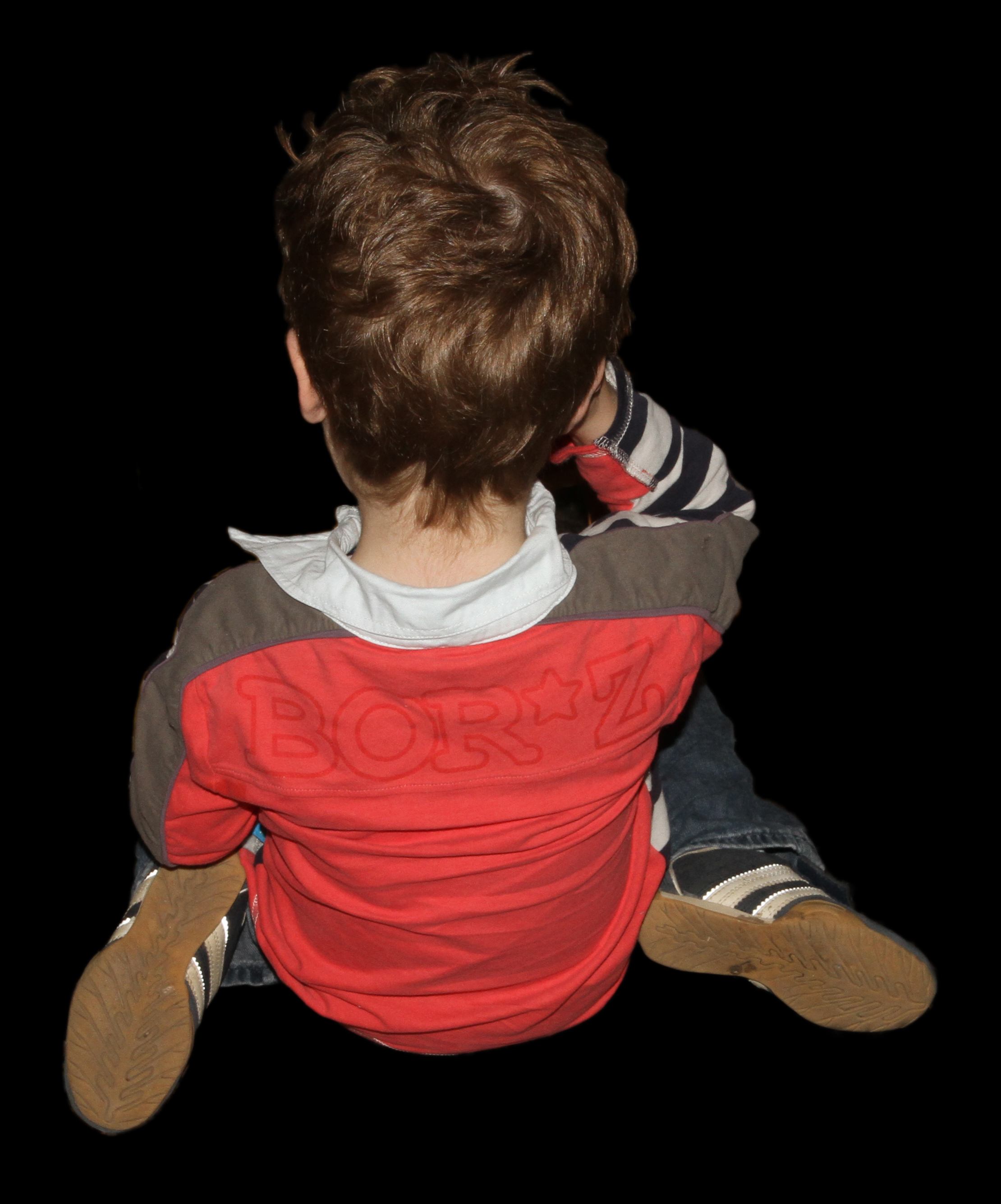
Najadensitz

Mit Najadensitz (von: Najade) wird eine Sitzhaltung bezeichnet, die Kinder bis zum Eintritt in die Pubertät häufig einnehmen. Er entspricht einem umgekehrten Schneidersitz, die Hüftgelenke werden statt nach außen einwärts rotiert, so dass das Kind zwischen den Unterschenkeln sitzt.

## Ursache
Ursache für diese kindliche Vorliebe ist die Tatsache, dass die Schenkelhälse in der Jugend eine vermehrte Antetorsion aufweisen, die Hüftköpfe also mehr als beim ausgewachsenen Skelett nach vorne gedreht sind. Hieraus resultiert, dass Kinder ihre Beine gern nach innen drehen, was sich im Gangbild äußert („kneeing-in“, „über den großen Onkel Laufen“) und eben im Najadensitz. Diese Anzeichen werden auch als „Antetorsionssyndrom“ bezeichnet.

## Wertung
Solange nur die Einwärtsrotation der Beine bevorzugt wird, die Außenrotation aber nicht eingeschränkt ist, handelt es sich um einen völlig normalen Zustand, der auch keiner Therapie bedarf. Es ist auch nicht notwendig, die Kinder vom Najadensitz abzuhalten: Dieser ist Symptom der physiologischen Entwicklung des wachsenden Skeletts und nicht etwa Ausdruck oder gar Ursache einer Erkrankung.